# Saint-Amancet
Saint-Amancet é uma comuna francesa na região administrativa da Occitânia, no departamento de Tarn. Estende-se por uma área de 12.33 km², e possui 188 habitantes, segundo o censo de 2018, com uma densidade de 15 hab/km².